# Pular sete ondas

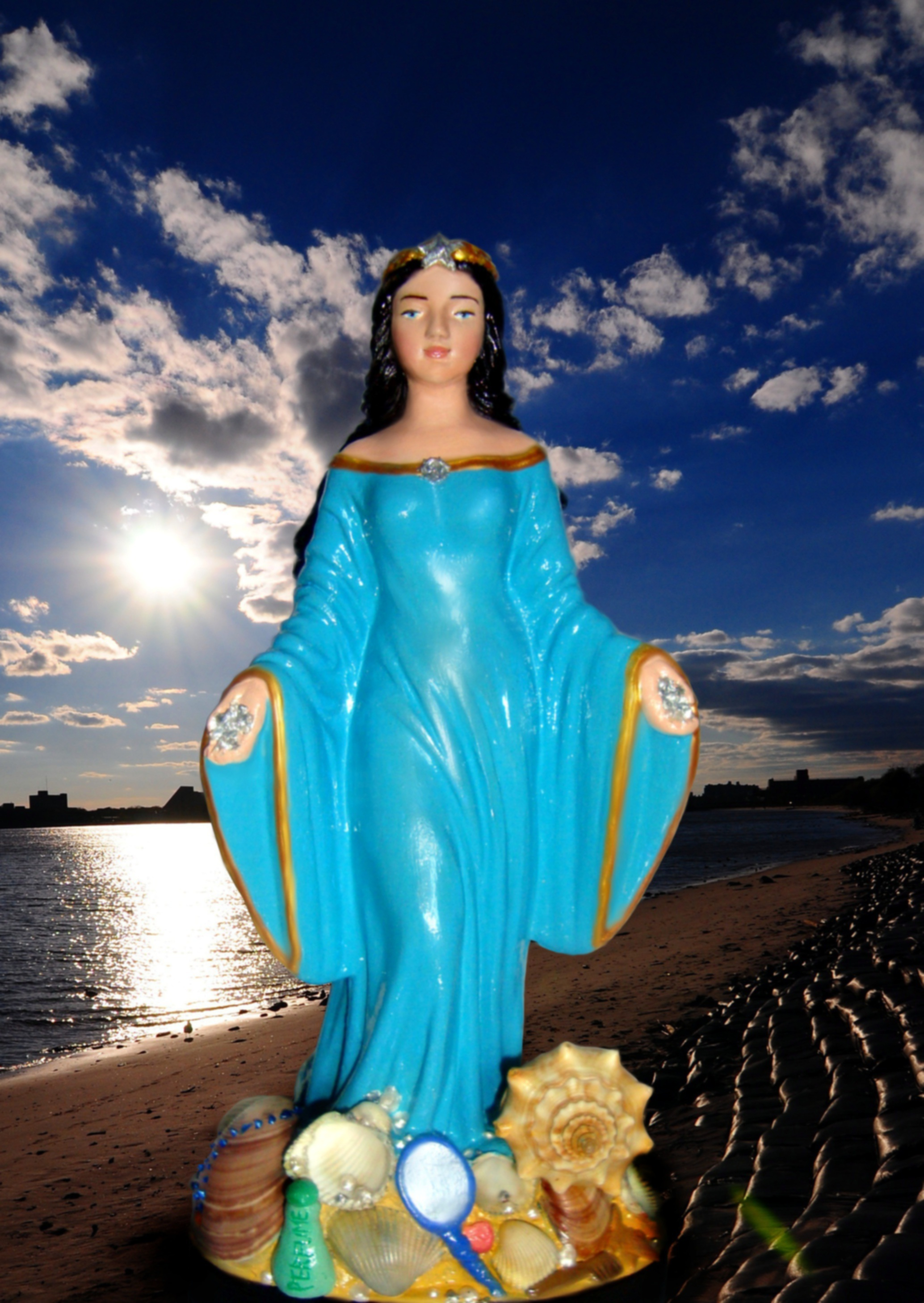
Representação popular de Iemanjá difundida pela Umbanda

Pular sete ondas é uma tradição popular no Brasil durante a véspera de ano-novo. Está diretamente ligada às religiões afro-brasileiras, particularmente à Umbanda, e constitui uma homenagem à orixá Iemanjá, conhecida como a Rainha do Mar. A tradição, no entanto, não é exclusiva de devotos de Iemanjá, sendo praticada por pessoas de diversas religiões. Segundo a crença popular, à meia-noite, deve-se entrar no mar e pular sete ondas, fazendo um pedido ou agradecimento para cada uma delas. A tradição serve para atrair boa sorte e também deixar para trás o que não foi bom e desejar coisas boas para o ano que entrará.

## Descrição
O ato de pular as ondas é visto como uma forma de buscar bênçãos e proteção para o novo ano. O número sete tem um significado especial na religião, representando as Sete Linhas de Umbanda, que são entendidas como os sete sentidos da vida ou as sete qualidades de Deus refletidas nos orixás Oxalá, Oxum, Oxóssi, Xangô, Ogum, Obaluaiê e Iemanjá. Cada salto simboliza um agradecimento ou pedido a uma entidade para o ano que chega. Além disso, o número sete, considerado cabalístico, também está associado a Exu, entidade ligada à prosperidade financeira e oportunidades. Dar três pulos com o pé direito enquanto segura uma taça de champanhe, que é jogada por cima do ombro logo em seguida, também tem origem na religiosidade africana para garantir um ano melhor e a bebida está ligada à Pombajira.

## Origem
A figura de Iemanjá passou a ganhar maior popularidade no Brasil a partir das décadas de 1950 e 1960. Durante esse período, os rituais em sua homenagem começaram a ser realizados nas praias da Zona Sul do Rio de Janeiro, aumentando sua visibilidade em nível nacional.